# Liberated Company
Der Begriff Liberated Company (deutsch etwa „befreites Unternehmen“) stammt aus dem Buch Freedom, Inc. von Brian M. Carney und Isaac Getz. Es bezeichnet eine Organisation, die die Initiative von Mitarbeitern und deren Potential, Verantwortung zu tragen, nutzt, indem Mitarbeiter als erwachsene Menschen behandelt werden. Viele Unternehmen tendieren durch traditionelle Managementtechniken dazu, ihre Mitarbeiter zu bevormunden und damit de facto eher als Kinder zu behandeln.

## Übersicht
Zuerst erwähnt wurde der Begriff „Liberated Company“ von Isaac Getz in einem im Jahr 2009 erschienenen akademischen Artikel, in dem er ihn definiert als „eine organisatorische Form, die Mitarbeitern ein Maximum an Freiheit und Verantwortung überträgt“. Eine Liberated Company ist nicht als ein exaktes Organisationsmodell definiert (z. B. hierarchisch, netzwerk- oder selbstorganisiert), sondern durch die Funktion, Freiheit und Verantwortung der Mitarbeiter in Organisationen zuzulassen. Dazu braucht es eine erfahrene Führungskraft (Liberated Leader), die einen organisatorischen Raum schafft und offen hält, in dem Freiheit, Verantwortung und persönliche Initiative gedeihen kann. Die Strukturen und Praktiken einer Liberated Company können nicht einfach von einem auf ein anderes Unternehmen übertragen werden. Auch gibt es keinen standardisierten Weg oder die eine „beste“ Methode, ein Unternehmen zu einer Liberated Company zu transformieren. Unternehmensführer und Mitarbeiter begeben sich gemeinsam auf einen Entwicklungspfad hin zu einer Liberated Company, der für sich genommen einzigartig ist und auch nie wirklich abgeschlossen wird.

## Herkunft und Einflüsse
Folgende Quellen werden im Zusammenhang mit Liberated Companies, die nach Freiheit und Verantwortung streben, häufig genannt:
- Theoretiker: Douglas McGregor, Stephen Covey, Abraham Maslow, Peter Senge, Jean-Christian Fauvet and Shoji Shiba;
- Autoren und Manager: Robert Townsend; Max De Pree[10][11] und Ricardo Semler

Seit 1958 sind weltweit Unternehmen zu finden, die als Liberated Company gelten können: Pioniere wie W. L. Gore & Associates, Avis (in den 1960ern), USAA, Sun Hydraulics, Quad Graphics, die Richards Group, IDEO, Chaparral Steel, Harley Davidson, Vertex Inc., FAVI, SEW Usocome, Bretagne Atelier in Frankreich, SOL in Finland und Radica Games in China. Diese Pioniere waren zumeist auch ökonomisch sehr erfolgreich, trotz teils wechselnder Führung. Trotzdem blieben Liberated Companies bis 2010 eine Randerscheinung.

## Praxis
Seit dem Jahr 2010 finden sich mehr und mehr Liberated Companies, in vielen Größen und Branchen, wie z. B. in Frankreich Decathlon, Michelin, Airbus, Kiabi und Poult. Auch Non-Profit-Organisationen und öffentliche Verwaltungen, wie z. B. zwei belgische Ministerien und einige französische Gemeinden, transformierten sich zu Liberated Companies. Gemäß der belgischen Business-Zeitung L’echo definieren sich 8 % der Unternehmen explizit oder implizit als Liberated Company. In Frankreich und Belgien gibt es hunderte entreprise libérée, über die intensiv in der Presse, im Fernsehen und Radio und sogar in einem Comic berichtet wird.
Eine Liste von Unternehmen, Akademikern und Führungskräften, die im Allgemeinen mit Liberated Companies verbunden werden, findet sich auf der Seite der Corporate Rebels.

## Vergleichbare Ansätze
Eine Anzahl von bekannten Führungskräften haben im Laufe ihrer Karriere organisatorische Vorstellungen entwickelt, die große Ähnlichkeiten zu Liberated Companies aufweisen: Herb Kelleher bei SouthWest Airlines (USA), Ricardo Semler bei Semco (Brasilien), Vineet Nayar in HCL Technologies (Indien), David Marquet als Kapitän eines US-Navy-Atom-Unterseeboots, Michel Hervé bei Groupe Hervé (Frankreich), Henry Stewart bei Happy Ltd. (Großbritannien), Jos de Blok bei Buurtzorg Nederland, Gabe Newell bei Valve (USA) und Matt Perez bei Nearsoft (USA).

## Kritik
Einige Unternehmen, wie Avis, Harley Davidson, FAVI und Radica Games, waren für einige Jahre Liberated Companies, bevor sie sich wieder zu konventionellen, hierarchischen („Command and Control“) Unternehmen wandelten. Wenig hält einen Eigentümer oder Führungskraft davon ab, die Freiheit, Selbstständigkeit und Verantwortung von Mitarbeitern wieder einzuschränken.

## Verwandte Begriffe
- Benefit Corporation
- Holokratie
- Soziokratie

## Bibliographie
- Getz, Isaac (2009) "Liberating Leadership: How the Initiative-Freeing Radical Organizational Form Has Been Successfully Adopted", California Management Review 51 (4), p. 32–58
- Carney, Brian M. and Getz, Isaac (2016) "Freedom Inc. How Corporate Liberation unleashes employee potential and Business Performance", Somme Valley House, 2nd Edition
- Thun, Frank (2020), "Liberated Companies: How to Create Vibrant Organizations in the Digital Age", BoD.